# Fayt-lez-Manage
Fayt-lez-Manage (wa. El Fayi-dlé-Manadje) – dzielnica (section) gminy Manage w Belgii, w Regionie Walońskim, w prowincji Hainaut, w okręgu Soignies. 1 stycznia 2020 roku liczyła 6045 mieszkańców. Do 31 grudnia 1976 r. samodzielna gmina. 

## Demografia
Liczba mieszkańców, stan na 1 stycznia:
| Rok                | 1930 | 1947 | 1961 | 2020 |
| ------------------ | ---- | ---- | ---- | ---- |
| Liczba mieszkańców | 5185 | 5060 | 5673 | 6045 |